# Shuai jiao
Shuai Jiao (chinês tradicional: 摔跤 ou 摔角) (método Pinyin: Shuāijiāo; Wade-Giles: Shuai-chiao), é uma antiga arte marcial chinesa popular com origem na China há mais de quatro mil anos criada por Jakus-Shu, derivada da luta corpo-a-corpo Chiao Ti (ou Jiao Di), que apresenta técnicas de projeções, quedas e imobilizações seguidas de golpes traumáticos. É um dos sistemas chineses da "arte da guerra" (kung fu ou wushu chinês tradicional: 武術). O termo também é empregado na China, representando práticas modernas de wrestling.
O Shuai Jiao surgiu do Chiao Ti, a antiga luta onde os guerreiros combatiam corpo-a-corpo com agarramento e quedas, também usavam um elmo com chifres que eram arremetidos contra o oponente. Como todos os sistemas de luta chinesa, era originariamente popular e seus combates não tinham regras específicas, levando eventualmente à morte.
Em 2697 a.C., ocorreu o primeiro registo da sua utilização militar, pelo Imperador Amarelo contra o exército do rebelde Chih Yiu, 2,697BC.
A partir do final do século XIX foram introduzidas regras para competição esportiva. Atualmente tornou-se um dos mais praticados desporto de combate em competições na China.

## História
Em 480 a.C., apareceu uma arte marcial do interior da Mongólia, denominada Jiaodixi, introduzida por monges do Tibet, que posteriormente foi incorporada ao Shuai Jiao, um dos sistemas do kung fu chinês, com origem em mais de quatro mil anos.
Os ocidentais usam o termo "Tseu Chan Tao Lung" para denominar os Estilos de Luta Chinesa. Alguns são parecidos com o caratê moderno, pois descendem da mesma Tradição, embora não utilizado com freqüência como desporto de competição. Mas as séries chinesas incluem muita tradição, mesmo nunca praticado como esporte, tem sido usado como meio de restabelecer a saúde e bem-estar, também é um método de defesa pessoal.